# Agflazione
Agflazione è un termine coniato alla fine del primo decennio del XXI secolo per indicare l'inflazione agraria, ovvero il fenomeno per cui i prezzi dei prodotti agricoli aumentano più rapidamente di quelli degli altri beni e servizi.
Negli Stati Uniti i prezzi agricoli non sono generalmente presi in considerazione nel computo dell'inflazione di base. Il termine descrive una situazione in cui aumenti di prezzi "esterni" (cioè agricoli o delle materie prime), sommandosi all'inflazione possa influenzare pesantemente l'aumento generale dei prezzi.
Secondo alcuni il termine è stato inventato dagli analisti di Merrill Lynch all'inizio del 2007.